# 三碲代亚砷酸亚铬
三碲代亚砷酸亚铬是一种无机化合物，化学式为Cr3(AsTe3)2。

## 制备
将K3AsTe3溶液缓慢滴入氯化亚铬溶液，可得产物：
2 K3AsTe3 + 3 CrCl2 → Cr3(AsTe3)2↓ + 6 KCl